# 硫化锂
硫化锂（Li2S），为锂的硫化物。

## 性质
白色至黄色晶体。在空气中吸收水分并水解，放出硫化氢气体。易溶于水，能溶于乙醇。具反萤石型结构。可被酸分解放出硫化氢；可与硝酸剧烈反应，但氢溴酸与氢碘酸只有在加热的情况下才能将其分解。与浓硫酸反应很缓慢，但同稀硫酸剧烈反应。300°C时，被氧气氧化，生成硫酸锂但不生成二氧化硫。
{\displaystyle \ Li_{2}S+2O_{2}\rightarrow Li_{2}SO_{4}}

## 制备
硫化锂可通过多种方法制取。过去曾用锂与硫单质共同加热进行反应，以及在加热条件下用碳或氢气还原硫酸锂的方法来制取硫化锂。后来发现锂与硫在液氨中作用，或乙氧基锂分解硫氢化锂的乙醇加合物都可以制得硫化锂。此后有人用戊氧基锂与硫化氢反应先制得硫氢化锂，再使硫氢化锂在真空加热分解来制备硫化锂。
高质量的无水硫化锂可通过在四氢呋喃中令金属锂与硫化氢反应而制得。

## 用途
为可充电锂离子电池中的潜在电解质材料。